# Irlbachia phelpsiana
Irlbachia phelpsiana là một loài thực vật có hoa trong họ Long đởm. Loài này được Maguire mô tả khoa học đầu tiên năm 1981.